# 小行星1191
小行星1191（1191 Alfaterna）是一颗绕太阳运转的小行星，为主小行星带小行星。该小行星于1931年2月11日发现。
該小行星以義大利的市鎮上諾切拉命名。

## 轨道参数
小行星1191的轨道半长轴为2.8906488 UA，离心率为0.051。